# Савченко Феодосій Родіонович
Са́вченко Феодо́сій Родіо́нович (*24 січня 1902, село Мошни — †5 травня 1942, село Старосілля) — радянський військовик, учасник Першої та Другої Світових війн, керівник Черкаського партизанського батальйону в 1941—1942 роках.

## З життєпису
Народився Феодосій Родіонович 24 січня 1902 року в селі Мошни на Черкащині у багатодітній селянській родині. Ріс у нужді, був пастухом. Підлітком підробляв в економії княгині Балашової. Закінчив земську двокласну школу. Працював посильним та учнем писаря сільського кредитного товариства. У 1918 році брав участь у збройній боротьбі проти німецько-австрійських окупантів.
В радянський час навчався на командних піхотних курсах у Черкасах, а потім відбував службу в каральному батальйоні в особливому відділі. З 1924 року займав командні посади в кавалерійських частинах і був направлений на навчання до військово-політичної академії в Ленінграді.
Перед Другою світовою війною працював військовим керівником у черкаському ветеринарному технікумі. Пропозицію залишитись у тилу ворога для збройної боротьби сприйняв охоче. Як досвідченому військовику йому доручили командування зведеним Черкаським партизанським батальйоном, у якому комісаром був Пальоха Сергій Наумович. Загін нараховував понад 130 бійців. Дислокуючись в Черкаському бору, партизани не давали спокою німцям. Загін пережив особливо холодну і голодну зиму 1941—1942 років.
Загинув Феодосій Родіонович 5 травня 1942 року в бою з Старосільськими поліцаями. Похований в селі Мошни Черкаського району. На честь нього та двох братів була названа одна з вулиць міста Черкаси.